# Milingodi
Milingodi (Milongodi) è una circoscrizione rurale (rural ward) della Tanzania situata nel distretto di Tandahimba, regione di Mtwara. Conta una popolazione di 4 785 abitanti (censimento 2012).